# 丁塘镇
丁塘镇，是中华人民共和国宁夏回族自治区吴忠市同心县下辖的一个乡镇级行政单位。

## 行政区划
丁塘镇下辖以下地区：
杨家河湾村、长沟村、李家岗子村、窑岗子村、丁家塘村、团结村、河草沟村、杨家塘村、新庄子村、张家滩村、吴家河湾村、新华村、干湾沟村、金家井村、小山村、八方村、长乐村、湾段头村和南阳村。